# Guldkarret fra Chiemsee
Guldkarret fra Chiemsee er et kar af 18 karat guld, som Jens Essig fandt i vandet i Chiemsee i Bayern i Tyskland i 2001. Det er en delvis kopi af Gundestrupkarret, vejer ca. ti kg og måler 50 cm i diameter og 30 cm i højden. Fundet blev undersøgt af Archäologischen Staatssammlung (en) i München, og metalværdien er ca. 100.000 euro. Det er fremstillet først i 1900-tallet.
Kedlen blev angiveligt fremstillet i juvelérfirma Theodor Heidens værksted i München mellem 1925 og 1939
til en nazistisk kunde. Guldkarret blev solgt til en privat samler af Bayerns finansministerium i 2003.
Karret blev atter solgt i 2014 i en schweizisk svindlers konkursbo.